# پاکیدرم
پاکیدرم Pachyderme یک انیمیشن کوتاه فرانسوی محصول سال ۲۰۲۲ به کارگردانی استفانی کلمنت است. این فیلم با ترکیب انیمیشن‌های سنتی و کامپیوتری، روایتی ظریف درباره بقای یک دختر جوان در دوران کودکی است. این انیمیشن استعاره‌ای بصری برای ماهیت تجزیه‌ای آسیبی که او متحمل می‌شود ایجاد می‌کند. این ویژگی صدای کریستا ترت است. این فیلم برنده بهترین فیلم کوتاه در جشنواره انیمیشن منچستر و بهترین انیمیشن کوتاه در جشنواره فیلم فویل شد، و نامزد جایزه اسکار بهترین پویانمایی کوتاه در نود و ششمین دوره جوایز اسکار شد.